# Bigyra
Bigyra, koljeno u carstvu kromista, dio infracarstva Heterokonta. Postoji podjela na tri potkoljena

## Potkoljena
1. Bicosoecia Cavalier-Smith, 1993
2. Opalozoa Cavalier-Smith 1991
3. Sagenista Cavalier-Smith, 1995